# الیزابت اردمان-مک
الیزابت اردمان-مک (نی گرهارد، ۱۱ مه ۱۸۸۸–۱۷ مارس ۱۹۷۸) نویسنده آلمانی است که بر روی خاطرات زمان خود متمرکز بود. وی همسر نقاش برجسته اکسپرسیونیست اوت مک بود، که بیش از ۲۰۰ بار پرتره اش را نقاشی کرده بود. همسرش در جنگ جهانی اول فوت کرد. چندی بعد او در برلین با شوهر دومش، لوتار اردمن، که در جنگ جهانی دوم در یک اردوگاه کار اجباری کشته شد، زندگی می‌کرد. الیزابت در سال ۱۹۴۳ قبل از اینکه خانه اش در برلین بمب‌گذاری شود، نقاشی‌ها و کپی نامه‌های خود را از آنجا به جای امنی منتقل کرد.

## زندگی

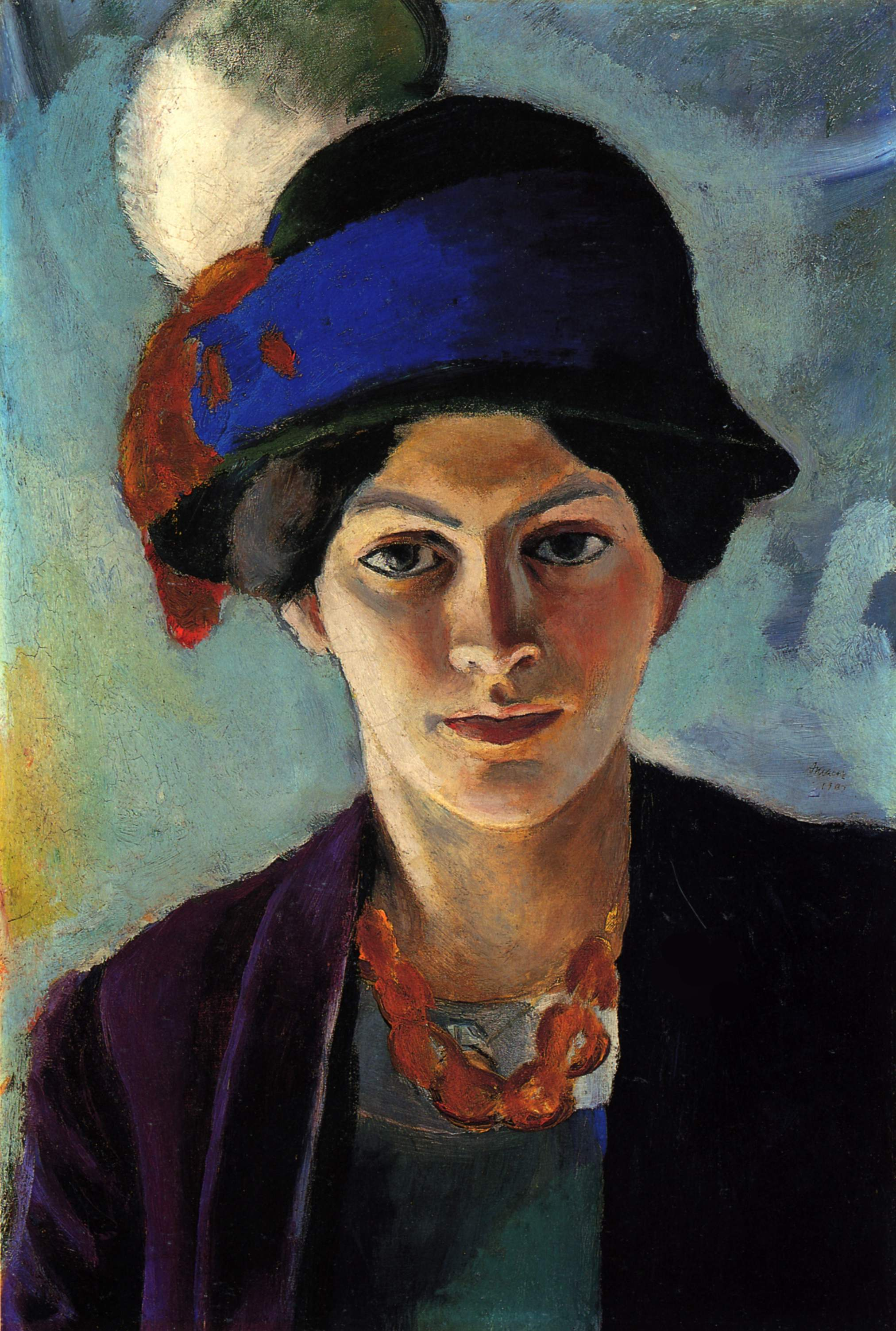
اوت مک: Porträt der Frau des Künstlers mit Hut (1909)

او در ۵ اکتبر ۱۹۰۹ با مک ازدواج کرد. این زوج دو پسر داشتند به نام‌های والتر و ولفگانگ. مک با فرانتس مارک و همسرش Maria که عضو گروه بلر رایت بودند در خانه گابریل مونتر در مورنو دیدار کردند.

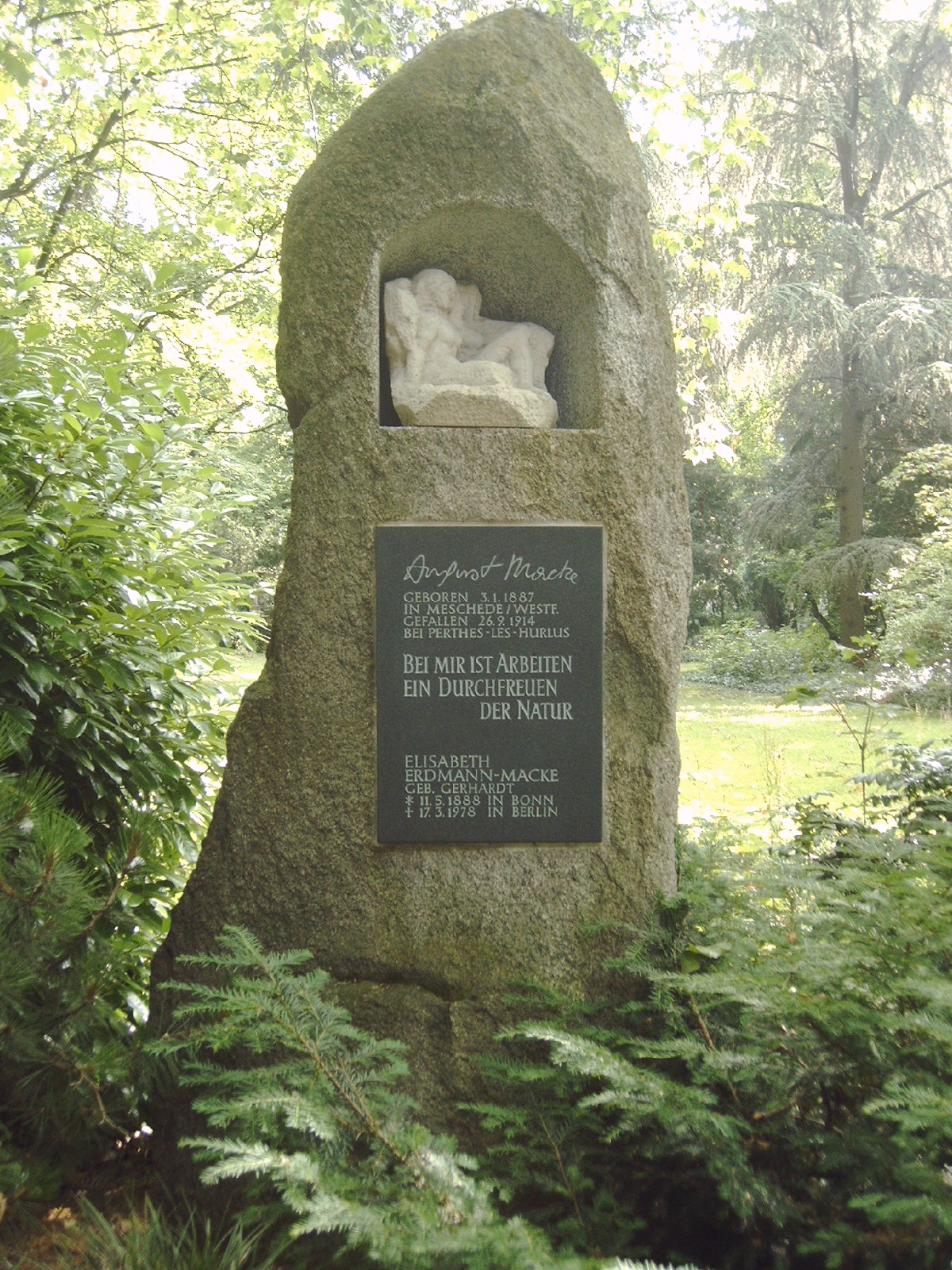
یادبود اوت مکه و الیزابت اردمن مکه در Alter Friedhof، بون

الیزابت دو سال آخر عمرش را با فرزندانش در برلین گذراند و در سال ۱۹۷۸ در سن ۸۹ سالگی درگذشت.

## انتشارات
- Erinnerung یک اوت مکه (با مقاله ای از لوتار اردمن و ۲۰ تصویر)، Kohlhammer 1962؛ نسخه ۱۶، فیشر Taschenbuch، فرانکفورت منجمد ۲۰۰۶، شابک ‎۹۷۸−۳−۵۹۶−۲۵۶۶۰−۰
- Begegnungen، ویرایش شده و با یک مروری بیوگرافی توسط Margarethe Jochimsen [de] و Hildegard Reinhardt [de] , Kerber Verlag, Bielfeld 2009 شابک ‎۹۷۸-۳-۸۶۶۷۸-۲۹۲-۱
- "Mein zweites Ich": August und Elisabeth Macke , Schriftenreihe August Macke Haus , Bonn 2009، شابک ‎۹۷۸-۳-۹۲۹۶۰۷-۵۸-۱
- هیلدگارد مولر: Lisbeth und August Macke، در: Malerinnen und Musen des "Blauen Reiters" , Piper Verlag, Munchen / Zürich 2012، شابک ‎۹۷۸-۳-۴۹۲-۲۷۴۹۲-۰؛ ص. ۲۲۸–۲۷۸[۱][۲][۳][۴]